# موئرکرک
موئرکرک (به لاتین: Moerkerke) یک منطقهٔ مسکونی در بلژیک است که در دم واقع شده‌است. موئرکرک ۲۲٫۸۹ کیلومتر مربع مساحت و ۲٬۹۵۹ نفر جمعیت دارد.